# Jannali
Jannali – geograficzna nazwa dzielnicy (przedmieścia), położonej na terenie samorządu lokalnego Sutherland, wchodzącego w skład aglomeracji Sydney, w stanie Nowa Południowa Walia, w Australii.